# Żiwkowo (obwód Szumen)
Żiwkowo (bułg. Живково) – wieś w Bułgarii, w obwodzie Szumen, w gminie Chitrino. W 2024 roku liczyła 666 mieszkańców.

## Przyroda
W pobliżu wsi znajduje się formacja skalna, która pośród pól ostro wznosi się nad jego ziemią. Nazywa się „Czerwona Skała” i jest również znana pod turecką nazwą „Kazal Kaya”. Nazwa wzięła się prawdopodobnie stąd, że skała oglądana z daleka nabiera brązowo-czerwonej barwy. U jego podnóża prowadzone są badania archeologiczne. Znaleziono tu liczne kości bydła domowego dużego i małego, ceramikę oraz monety. Odkryte monety to mennice rzymskie Gordiana III, Waleriana I i Aleksandra Sewera. W dotychczasowych badaniach uważa się, że obszar pod skałą pierwotnie zagospodarowany był jako rzymskie sanktuarium. Świadczą o tym liczne kości bydła domowego oraz odsłonięty budynek kultu. W V–VI wieku obszar ten stał się osadą.